# Alan Rotherham
Alan Rotherham (Coventry, 31 de julio de 1862 – Marylebone, 30 de agosto de 1898) fue un abogado y rugbista británico que se desempeñó como medio scrum. Fue internacional con la Rosa y su capitán en los años 1880.
Fue él quien revolucionó el juego al crear el papel actual del medio scrum, demostrando cómo esa posición es el vínculo de conexión entre los forwards y los backs; lo que desarrolló un juego ordenadamente dinámico, con más pases y veloz. Por su importante contribución, desde 2011 es miembro del World Rugby Salón de la Fama.

## Biografía
Fue hijo de John y Margaret, un matrimonio de relojeros y el primogénito de cinco hermanos. Fue primo de Arthur Rotherham, también un destacado rugbista internacional con Inglaterra e incluso León, y con quien jugó en el Richmond Rugby.
Asistió a la histórica Escuela Uppingham donde jugó al críquet y destacó en el rugby. Al graduarse estudió Derecho en la Balliol College, una facultad de la Universidad de Oxford, se recibió con honores de segunda clase en 1885 y luego se convirtió en un abogado del prestigioso Lincoln's Inn.
A los 36 años se suicidó con un arma de fuego, disparándose en la plaza Portman del barrio londinense de Marylebone. En la investigación, el jurado emitió un veredicto de «suicidio en estado mental incapacitado».

## Carrera
Debutó en la primera del Oxford University RFC en 1882 y rápidamente se hizo titular, jugando bajo la capitanía de Harry Vassall. Fue aquí donde desarrolló el nuevo juego del medio scrum, motivado por su intención de aumentar el juego con la línea de backs.
Luego de graduarse, se unió al Coventry RFC y finalmente al Richmond Rugby, donde jugó hasta su muerte.
Para fines del siglo XIX su táctica, llamada popularmente el «juego de Rotherham», se aplicaba hasta en Nueva Zelanda y Sudáfrica.

### Estilo de juego
Además de su tremenda lectura de juego, destacó por su tempística (timing): era un maestro en saber cuándo pasar y cuándo no, su velocidad le permitía atacar flanqueando la línea; atrayendo a sus tackleadores y así despejaba el campo abierto, pasando entonces el balón a los backs.
En 1898 se escribió después de su temprana muerte: «Se considera que ha sido el mejor medio scrum que ha producido Inglaterra. Jugando frente a rugbistas tan brillantes como William Bolton, Arthur Gould, Andrew Stoddart y Greg Wade, su gran fuerte fue hacer las precisas aperturas para los backs. Mientras que, a diferencia de la mayoría de los medio scrums brillantes en ataque, también fue excepcionalmente bueno en defensa».

## Selección nacional
Fue convocado a la Rosa por vez primera, en diciembre de 1882 y debutó contra los Dragones rojos, donde pudo emplear su estilo de juego. 
Se afianzó rápidamente como titular, fue nombrado capitán, con él Inglaterra ganó ocho pruebas y se consagró campeona del hoy Torneo de las Seis Naciones en dos ediciones. Jugó su última prueba contra Escocia, durante el Torneo de las Cuatro Naciones 1887.
Debido a la disputa de la Rugby Football Union con la recién creada World Rugby, la selección no volvió a jugar hasta 1890 y para entonces Rotherham ya no estaba en su mejor nivel, no siendo convocado nuevamente. En total jugó doce partidos y marcó dos tries.

## Legado
Con su selección fue campeón del Torneo de las Seis Naciones de 1883 y 1884.
Hay algunos que le atribuyen a Rotherham todas las virtudes que acompañan el 'juego de pases', pero él mismo no lo habría afirmado, ya que el Oxford University RFC de su época incluía a muchos rugbistas de Escocia, particularmente de la Escuela Loretto y ellos, más que nadie, fueron los pioneros, si no los únicos engendradores, del juego aéreo.
Un periódico de Nueva Zelanda en un breve obituario de Rotherham informó: «No es exagerado decir que revolucionó por completo el juego de los backs y, en particular, introdujo el juego aéreo entre los forwards».